# Gerda
Gerda (en francès Gerde) és un municipi del departament francès dels Alts Pirineus, a la regió d'Occitània.

## Demografia
| 1962                                       | 1968  | 1975  | 1982  | 1990  | 1999  | 2007  |
| ------------------------------------------ | ----- | ----- | ----- | ----- | ----- | ----- |
| 881                                        | 1.001 | 1.040 | 1.145 | 1.191 | 1.116 | 1.177 |
| Des de 1962: població sense dobles comptes |       |       |       |       |       |       |

## Administració
| Període | Identitat           | Partit |
| ------- | ------------------- | ------ |
| 2001-   | Monique Hournarette |        |

## Personatges il·lustres
- Filadèlfa de Gerda (Clàudia Duclos)